# Francesco Ercolino
Francesco Ercolino (Cassino, 7 gennaio 1960) è un ex arbitro di calcio italiano.

## Carriera
Appartenente alla sezione AIA di Cassino; debuttò in Serie B nella stagione 1995-1996, il 27 agosto 1995 nella partita Venezia-Avellino.
Esordì in Serie A nella stagione 1995-1996, il 21 gennaio 1996 nella partita Cagliari-Udinese.
L'ultima partita arbitrata in Serie A, risalente alla stagione 1996-1997, è Vicenza-Cagliari del 27 ottobre 1996.
Ha un consuntivo finale di 2 presenze in Serie A e di 29 presenze in Serie B.
Smise di arbitrare nella stagione 1997-1998.
Il 19 settembre 1997 venne deferito, sospeso dalla commissione nazionale di disciplina dell'AIA.
Successivamente, nel giugno 1998, querelò il designatore arbitrale Fabio Baldas.